# Devičany
Devičany (allemand : (Unter-/Ober-)Prandorf) est un village de Slovaquie situé dans la région de Nitra.

## Histoire
Première mention écrite du village en 1075.

## Démographie

### Évolution de la population
| Année:               | 1994. | 2004.    | 2014.   | 2024.   |
| -------------------- | ----- | -------- | ------- | ------- |
| Nombre de personnes: | 431   | 382      | 388     | 401     |
| Différence:          |       | -11,36 % | +1,57 % | +3,35 % |

| Année:               | 2023. | 2024.   |
| -------------------- | ----- | ------- |
| Nombre de personnes: | 400   | 401     |
| Différence:          |       | +0,25 % |